# Meister des Ansbacher Kelterbildes
Als Meister des Ansbacher Kelterbildes wird der Maler bezeichnet, der um 1510 das Tafelbild des Christus in der Kelter in der Schwanenritterkapelle der ehemaligen Klosterkirche St. Gumbertus in Ansbach gemalt hat. 
Der namentlich nicht bekannte Künstler malte das Bild in Öl auf Holz zum Thema der Eucharistie in einer für die Epoche typischen katholischen Darstellung von Christus, der in der Kelter gepresst wird, es fließt aber in seinem Bild nicht Blut, sondern es fallen Hostien in einen  Kelch. Der Meister arbeitete in Nürnberg, eventuell in der Werkstatt Albrecht Dürers. Dem Meister werden noch einige wenige weitere Bilder zugeordnet, wie zum Beispiel ein Bild der Heiligen Familie im Germanischen Nationalmuseum in Nürnberg.